# نكوبيلي خومالو
نكوبيلي خومالو (1992-) هي ممثلة وعارضة أزياء من جنوب إفريقيا، اشتهرت بأدوارها في المسلسلات التليفزيونية "إيسيبايا" و"سول سيتي" و"فضيحة!". ولدت نكوبيلي في 15 أبريل 1992 في مبومالانجا، جنوب أفريقيا لعائلة سوازيلندية. عندما كان عمرها شهرين، انتقلت عائلتها إلى جوهانسبرج. والتحقت بمدرسة سانت ماري الأبرشية لتعليمها الثانوي. ثم انضمت كومالو إلى معهد ميدراند للدراسات العليا وحصلت على درجة بكالوريوس الآداب في الصحافة.

## حياتها المهنية
في عام 2013 قدمت خومالو أول ظهور تلفزيوني لها في الموسم الأول من المسلسل التلفزيوني الشهير(إيسيبايا) حيث لعبت دور سيندي. وفي عام 2016 لعبت دور هلينجيوي توالا في المسلسل الدرامي اليومي على قناة (e.tv فضيحة)، وفي عام 2019 فازت كومالو بالجائزة الدولية لأفضل ممثلة أفريقية في مهرجان نيو فيجن السينمائي الدولي الذي أقيم في أمستردام بهولندا.عملت كومالو أيضًا في المسلسل التلفزيوني سول ستي حيث لعبت الدور الشهير لـ Relebogile "Riri" Diholo.

## فيلموغرافيا
لعبت خومالو العديد من الأدوار التمثيلية منها:
- إيسيبايا في دور سيندي.
- الوعود المكسورة مثل Zandile.
- بكرات عالية مثل ثاندي.
- غوتنغ مابونينغ في دور سيدة جميلة.
- Loxion غنائي مثل Nhlahla.
- شارع مفولوزي في دور جوديث.
- القديسون والخطاة بدور ليراتو.
- ماديبا بدور امرأة أفريقية في كوخ أحمر.
- روكفيل في دور نوسيفو.
- إنها نفسها.
- القطيع مثل دودو.
- فرقة العمل بدور ليزا.
- SoulCity بدور Relebogile "Riri" Diholo.
- فضيحة! مثل هلينجيوي توالا.
- نكوبيلي مثل نكوبيلي نكوبيلي.

## روابط خارجية
- نكوبيلي خومالو على موقع IMDb (الإنجليزية)